# FIFA-Klub-Weltmeisterschaft 2017
Die FIFA-Klub-Weltmeisterschaft 2017 (englisch FIFA Club World Cup 2017) war die 14. Austragung dieses weltweiten Fußballwettbewerbs für Vereinsmannschaften. Er fand zum dritten Mal in den Vereinigten Arabischen Emiraten statt. Ursprünglich hatten sich Brasilien, Japan und die Vereinigten Arabischen Emirate um die Austragung der Turniere 2017 und 2018 beworben. Am 21. März 2015 erteilte die FIFA den Vereinigten Arabischen Emiraten den Zuschlag für beide Turniere.

## Modus
Gegenüber dem seit 2007 geltenden Austragungsmodus gab es keine Änderungen. Das Turnier wurde mit sieben Teilnehmern ausgetragen. Neben den sechs Siegern der kontinentalen Meisterwettbewerbe auf Klubebene aus Asien (AFC), Afrika (CAF), der Karibik, Nord- und Zentralamerika (CONCACAF), Südamerika (CONMEBOL), Europa (UEFA) und Ozeanien (OFC) trat auch der Meister der Vereinigten Arabischen Emirate an, der zunächst ein Ausscheidungsspiel gegen den Sieger der OFC Champions League bestreiten musste. Hätte zuvor ein Klub aus den Vereinigten Arabischen Emiraten die AFC Champions League gewonnen, wäre stattdessen der Verlierer des Finals der AFC Champions League qualifiziert gewesen. Der Sieger des Ausscheidungsspieles spielte mit den Vertretern Afrikas, Asiens und der CONCACAF zwei Teilnehmer am Halbfinale aus. Dafür waren die Teilnehmer aus Europa und Südamerika bereits gesetzt und bestritten jeweils nur zwei Spiele. Gespielt wurde im K.-o.-System.

## Spielstätten
| Abu Dhabi |

| al-Ain |

| Abu Dhabi |

| al-Ain |

## Teilnehmer
Teilnehmer waren die Sieger der folgenden Wettbewerbe:
| Grêmio Porto Alegre |

| Real Madrid |

| Urawa Red Diamonds |

| Wydad Casablanca |

| CF Pachuca |

| Auckland City FC |

| al-Jazira Club |

| Grêmio Porto Alegre |

| Real Madrid |

| Urawa Red Diamonds |

| Wydad Casablanca |

| CF Pachuca |

| Auckland City FC |

| al-Jazira Club |

## Das Turnier im Überblick
| Spiel              | Datum        | Ortszeit (MEZ)        | Stadion                   | Mannschaft 1        | Ergebnis  | Mannschaft 2       |
| ------------------ | ------------ | --------------------- | ------------------------- | ------------------- | --------- | ------------------ |
| Ausscheidungsspiel | 6. Dezember  | 21:00 Uhr (18:00 Uhr) | Hazza Bin Zayed Stadium   | al-Jazira Club      | 1:0 (1:0) | Auckland City FC   |
| Viertelfinale 1    | 9. Dezember  | 17:00 Uhr (14:00 Uhr) | Zayed-Sports-City-Stadion | CF Pachuca          | 1:0 n. V. | Wydad Casablanca   |
| Viertelfinale 2    | 9. Dezember  | 20:30 Uhr (17:30 Uhr) | Zayed-Sports-City-Stadion | al-Jazira Club      | 1:0 (0:0) | Urawa Red Diamonds |
| Spiel um Platz 5   | 12. Dezember | 18:00 Uhr (15:00 Uhr) | Hazza Bin Zayed Stadium   | Wydad Casablanca    | 2:3 (1:2) | Urawa Red Diamonds |
| Halbfinale 1       | 12. Dezember | 21:00 Uhr (18:00 Uhr) | Hazza Bin Zayed Stadium   | Grêmio Porto Alegre | 1:0 n. V. | CF Pachuca         |
| Halbfinale 2       | 13. Dezember | 21:00 Uhr (18:00 Uhr) | Zayed-Sports-City-Stadion | al-Jazira Club      | 1:2 (1:0) | Real Madrid        |
| Spiel um Platz 3   | 16. Dezember | 18:00 Uhr (15:00 Uhr) | Zayed-Sports-City-Stadion | al-Jazira Club      | 1:4 (0:1) | CF Pachuca         |

### Finale
| Real Madrid                                                                       | Real Madrid | Grêmio Porto Alegre | Grêmio Porto Alegre | Aufstellung                                       |
| --------------------------------------------------------------------------------- | --- | --- | ------------------- | ------------------------------------------------- |
| Real Madrid                                                                       | \| 16. Dezember 2017 um 21 Uhr (18 Uhr MEZ) in Abu Dhabi (Zayed-Sports-City-Stadion) \| \| Ergebnis: 1:0 (0:0) \| \| Zuschauer: 41.094 \| \| Schiedsrichter: César Arturo Ramos ( Mexiko) \| \| Spielbericht \|                    | \| 16. Dezember 2017 um 21 Uhr (18 Uhr MEZ) in Abu Dhabi (Zayed-Sports-City-Stadion) \| \| Ergebnis: 1:0 (0:0) \| \| Zuschauer: 41.094 \| \| Schiedsrichter: César Arturo Ramos ( Mexiko) \| \| Spielbericht \| | Grêmio Porto Alegre | Aufstellung Real Madrid gegen Grêmio Porto Alegre |
| Real Madrid                                                                       | Keylor Navas – Dani Carvajal, Raphaël Varane, Sergio Ramos , Marcelo – Luka Modrić, Casemiro, Toni Kroos – Isco (73. Lucas Vázquez), Karim Benzema (79. Gareth Bale), Cristiano Ronaldo Cheftrainer: Zinédine Zidane ( Frankreich) | Marcelo Grohe – Edílson, Pedro Geromel , Walter Kannemann, Bruno Cortez – Michel (84. Maicón), Jailson – Ramiro (79. Everton), Luan, Fernandinho – Lucas Barrios (71. Jael) Cheftrainer: Renato Gaúcho          | Grêmio Porto Alegre | Aufstellung Real Madrid gegen Grêmio Porto Alegre |
| Real Madrid                                                                       | 1:0 Cristiano Ronaldo (53.) | | Grêmio Porto Alegre | Aufstellung Real Madrid gegen Grêmio Porto Alegre |
| Real Madrid                                                                       | Casemiro (27.) | | Grêmio Porto Alegre | Aufstellung Real Madrid gegen Grêmio Porto Alegre |
| Real Madrid                                                                       | Spieler des Spiels: Cristiano Ronaldo | | Grêmio Porto Alegre | Aufstellung Real Madrid gegen Grêmio Porto Alegre |
| 16. Dezember 2017 um 21 Uhr (18 Uhr MEZ) in Abu Dhabi (Zayed-Sports-City-Stadion) | | |                     |                                                   |
| Ergebnis: 1:0 (0:0)                                                               | | |                     |                                                   |
| Zuschauer: 41.094                                                                 | | |                     |                                                   |
| Schiedsrichter: César Arturo Ramos ( Mexiko)                                      | | |                     |                                                   |
| Spielbericht                                                                      | | |                     |                                                   |

### Kader von Real Madrid
Folgende Spieler standen im 23-Mann-Kader von Real Madrid:
| 1.          | Real Madrid |
| Real Madrid | - Tor: Kiko Casilla (0 Spiele/0 Tore), Keylor Navas (2/0), Moha Ramos (-) - Abwehr: Dani Carvajal (1/0), Achraf Hakimi (1/0), Theo Hernández (-), Marcelo (2/0), Nacho (1/0), Sergio Ramos (1/0), Raphaël Varane (2/0) - Mittelfeld: Marco Asensio (1/0), Casemiro (2/0), Dani Ceballos, Isco (2/0), Mateo Kovačić (1/0), Toni Kroos (1/0), Marcos Llorente (-), Luka Modrić (2/0), Lucas Vázquez (2/0) - Sturm: Gareth Bale (2/1), Karim Benzema (2/0), Cristiano Ronaldo (2/2), Borja Mayoral (-) - Cheftrainer: Zinédine Zidane |

## Statistik
| Rang | Klub                |
| ---- | ------------------- |
| 1    | Real Madrid         |
| 2    | Grêmio Porto Alegre |
| 3    | CF Pachuca          |
| 4    | al-Jazira Club      |
| 5    | Urawa Red Diamonds  |
| 6    | Wydad Casablanca    |
| 7    | Auckland City FC    |

| Rang | Spieler                | Klub                | Tore | Vorlagen | Spiele | Spielzeit |
| ---- | ---------------------- | ------------------- | ---- | -------- | ------ | --------- |
| 1    | Romarinho              | al-Jazira Club      | 2    | 1        | 4      | 360       |
| 2    | Maurício Antônio       | Urawa Red Diamonds  | 2    | 0        | 1      | 90        |
| 3    | Cristiano Ronaldo      | Real Madrid         | 2    | 0        | 2      | 180       |
| 4    | Ángelo Sagal           | CF Pachuca          | 1    | 1        | 3      | 167       |
| 5    | Franco Jara            | CF Pachuca          | 1    | 1        | 3      | 231       |
| 6    | Jonathan Urretaviscaya | CF Pachuca          | 1    | 1        | 3      | 311       |
| 7    | Roberto de la Rosa     | CF Pachuca          | 1    | 0        | 1      | 12        |
| 8    | Gareth Bale            | Real Madrid         | 1    | 0        | 2      | 20        |
| 9    | Everton                | Grêmio Porto Alegre | 1    | 0        | 2      | 68        |
| 10   | Reda Hajhouj           | Wydad Casablanca    | 1    | 0        | 2      | 121       |
| 11   | Khalfan Alrizzi        | al-Jazira Club      | 1    | 0        | 2      | 134       |
| 12   | Ismail El Haddad       | Wydad Casablanca    | 1    | 0        | 2      | 145       |
| 13   | Yōsuke Kashiwagi       | Urawa Red Diamonds  | 1    | 0        | 2      | 180       |
| 14   | Víctor Guzmán          | CF Pachuca          | 1    | 0        | 2      | 226       |
| 15   | Ali Mabkhout           | al-Jazira Club      | 1    | 0        | 4      | 360       |

## Ehrungen

### Adidas Goldener Ball
Der Goldene Ball für den besten Spieler des Turniers ging an den Kroaten Luka Modrić vom Titelträger Real Madrid. Der Silberne Ball wurde an seinen portugiesischen Teamkollegen Cristiano Ronaldo verliehen. Den Bronzenen Ball erhielt der Uruguayier Jonathan Urretaviscaya von CF Pachuca.

### FIFA-Fair-Play-Trophäe
Den Fair-Play-Preis für sportlich korrektes Auftreten auf und außerhalb des Rasens konnte sich der Titelträger Real Madrid sichern.

## Schiedsrichter
| Verband  | Schiedsrichter     | Assistenten                           | Video-Assistenten                          |
| -------- | ------------------ | ------------------------------------- | ------------------------------------------ |
| AFC      | Ravshan Ermatov    | Abduhamidullo Rasulov Jahongir Saidov | Abdulrahman al-Jassim                      |
| CAF      | Malang Diedhiou    | Djibril Camara El Hadji Samba         | –                                          |
| CONCACAF | César Arturo Ramos | Marvin Torrentera Miguel Hernández    | Mark Geiger                                |
| CONMEBOL | Sandro Ricci       | Emerson de Carvalho Marcelo van Gasse | Mauro Vigliano Wilton Sampaio Andrés Cunha |
| OFC      | Matthew Conger     | Simon Lount Tevita Makasini           | –                                          |
| UEFA     | Felix Brych        | Mark Borsch Stefan Lupp               | Felix Zwayer Clément Turpin Artur Dias     |